# Campeonato Baiano de Futebol - Segunda Divisão
A Segunda Divisão do Campeonato Baiano de Futebol é a divisão de acesso ao Campeonato Baiano de Futebol que teve sua primeira edição em 1922 e é disputada até hoje, embora em alguns anos não foi realizada. Apesar de tão antiga, o campeonato teve poucas edições antes da década de 1980, época em que o certame passou a ser disputado todos os anos.

## História
O Campeonato Baiano da Segunda Divisão teve quatro períodos de disputa, o primeiro compreende os anos de 1922 e 1923, o segundo de 1935 a 1941, o terceiro vai de 1967 a 1977 e o quarto de 1980 até os dias de hoje.

### O primeiro período
Desde sua primeira edição em 1905 até o ano de 1921 o Campeonato Baiano de Futebol era aberto a quaisquer clubes que desejassem participar, com o crescente número de clubes a LBDT (Liga Bahiana de Desportos Terrestres) decidiu criar uma segunda divisão no ano de 1922, desta forma dos 12 participantes do Campeonato Baiano de Futebol de 1921 os cinco últimos (Nacional Foot-Ball Club, Fluminense Foot-Ball, Yankee Futebol Clube, Sport Club Sul América e Sport Club Internacional) foram rebaixados para a recém criada segunda divisão de 1922, junto a eles participaram da competição o Auto Bahia Futebol Clube e o Palestra Futebol Clube. Esta primeira edição teve o Auto Bahia como campeão, tal clube estreou no ano seguinte na primeira divisão em substituição ao Sport Club Santa Cruz que desistiu de seguir no campeonato.
A segunda edição da Segunda Divisão ocorreu em 1923 e teve apenas quatro participantes: o Yankee Futebol Clube, que sagrou-se campeão, o Democrata Foot-Ball Club que foi vice-campeão, o terceiro colocado Fluminense Foot-Ball e o quarto e último colocado Sport Club Internacional. O Yankee também venceu o campeonato de Segundos Quadros, ambos de forma invicta. Em 1924 o Sport Club São Bento, lanterna da 1ª Divisão de 1923, não participou da competição, além do Yankee a LBDT decidiu convidar Democrata e Fluminense para integrar a primeira divisão estadual esvaziando desta forma a 2ª Divisão que deixou de ser disputada. A partir deste ano novamente bastaria um pedido de inscrição aceite para fazer parte da 1ª Divisão, fato que prosseguiu até 1935.

### O segundo período
Após uma lacuna de doze anos voltou a ser disputado o Campeonato Baiano da Segunda Divisão ano ano de 1935, porém com uma peculiaridade, o campeão deveria disputar uma repescagem com o último colocado da 1ª Divisão para obter vaga na elite. O São Pedro Futebol Clube, campeão de 1935, obteve o acesso ao derrotar na repescagem o lanterna da 1ª Divisão, o Energia Circular Sport Clube, mas desistiu de participar, já o Energia Circular Sport Clube, campeão de 1936 foi derrotado pelo Fluminense Foot-Ball e não conseguiram o acesso, porém em 1937 novamente repetiu-se o confronto com o Energia Circular conseguindo derrotar o Fluminense Foot-Ball, sua estadia durou um ano e foi rebaixado, os demais campeões não conseguiram obter sucesso e mantiveram sua divisão até o ano de 1942 quando a Segunda Divisão foi novamente extinta. Os clubes para entrarem na competição passaram a solicitar participação em assembléia.

### Categoria de Amadores
De 1943 a 1972 foi organizada pela LBDT a Categoria de Amadores formada de três divisões: 1ª Categoria, 2ª Categoria e 3ª Categoria. Esta competição reunia apenas clubes de Salvador e até hoje é confundida como uma Segunda Divisão, porém o título da 1ª Categoria de Amadores não dava ao seu campeão o direito de acesso ao Campeonato Baiano de Futebol e nem mesmo a disputar uma repescagem. Alguns clubes tiveram acesso meteórico por estas divisões como foi o caso da Associação Desportiva Leônico que em 1944 estreou no futebol sagrando-se vice-campeão da 3ª Categoria de Amadores obtendo o acesso a 2ª Categoria de Amadores onde obteve o título em 1946 para no ano seguinte obter o troféu de campeão da 1ª Categoria de Amadores. Apesar dessa sequencia de títulos o clube apenas foi aprovado como clube integrante do Campeonato Baiano de Futebol em assembléia de clubes ocorrida em 1961, treze anos após o primeiro título da 1ª Categoria de Amadores. Excepcionalmente em 1965 a 1ª Categoria de Amadores valeu vaga na Primeira Divisão, o Redenção Futebol Clube sagrou-se campeão ao derrotar nos pênaltis por 4 a 3 o Esporte Clube Estrela de Março após empate em 1 a 1, porém o Redenção desistiu sedendo sua vaga ao Estrela de Março.

### O terceiro período
Em 1967 tivemos o primeiro Campeonato Baiano de Futebol que merecesse esse nome já que até 1966 a competição era disputado apenas por clubes de Salvador mais o Fluminense de Feira Futebol Clube. Foi em 1967 que foram abertas as portas para clubes do interior, desta forma Associação Desportiva Bahia de Feira, Conquista Esporte Clube, Itabuna Esporte Clube e três times de Ilhéus entraram no campeonato, foram eles o Colo Colo de Futebol e Regatas, Flamengo Esporte Clube e Vitória Esporte Clube. Neste mesmo ano a Federação Bahiana de Futebol decidiu voltar a organizar a Segunda Divisão, desta vez de âmbito estadual dando ao seu campeão o direito de acesso a elite, em 1968 o vice-campeão, Redenção Futebol Clube, também obteve acesso. Este período ficou marcado pela não realização da competição em alguns anos como ocorrido em 1970, 1972 a 1974 e 1976 e pela entrada de alguns clubes através de manobras políticas sem necessidade de disputar nenhuma competição de acesso como foi o caso da inclusão do Alagoinhas Atlético Clube em 1971 e Humaitá Futebol Clube em 1976. A última edição, disputada em 1977 foi vencida pela ABB.

### O quarto período
Após a aprovação do Conselho Nacional de Desportos 1981 a FBF foi obrigada a organizar novamente a Segunda Divisão, desta vez de forma definitiva que ocorre anualmente promovendo atualmente dois clubes para a Primeira Divisão.

### Outras competições de acesso
- Em janeiro de 1993 foi criado um Torneio Seletivo para definir o décimo integrante da 1ª Divisão daquele mesmo ano que teve início no mês seguinte.
- No final de 1993 foi organizada a Copa Interclubes para definir dois novos clubes na Primeira Divisão.

- Em 1993 a FBF definiu que a cidade campeã do Campeonato Baiano Intermunicipal de Futebol teria um clube filiado a FBF e seria integrante da Primeira Divisão em 1994, a federação liberou as mais de 80 cidades participantes a incluírem até oito atletas profissional por time, fato que gerou diversos protestos. Cachoeira conquistou o título, mas devido a falta de capacidade de seu estádio não obteve o acesso. No ano seguinte Alagoinhas, que já tinha um clube na 1ª Divisão foi a campeã, após estes dois insucessos a FBF abandonou a ideia de acesso pelo Campeonato Intermunicipal.

- Em 2001 e 2002 o clube integrante da 2ª Divisão de melhor campanha na Taça Estado da Bahia era promovido para a Primeira Divisão.

## Formato atual
Desde a edição de 2008 os clubes são divididos em dois grupos de cinco clubes (até 2009 eram grupos de quatro clubes) com jogos dentro dos grupos em turno e returno, os dois melhores classificados avançam para a semifinal, disputada entre o primeiro de um grupo contra o segundo do outro grupo em duas partidas com o time primeiro colocado com a vantagem de empate ao final das duas partidas e com o mando de campo do segundo jogo, os dois vencedores classificam-se para a final e são promovidos para o Primeira Divisão. A final é disputada em duas partidas com o time de melhor campanha com a vantagem de empate ao final das duas partidas e com o mando de campo do segundo jogo, o vencedor é o campeão da Segunda Divisão.

## Campeões
| Edição      | Ano         | Campeão                                              | Vice-campeão                                        |
| ----------- | ----------- | ---------------------------------------------------- | --------------------------------------------------- |
| 1ª          | 1922        | Auto Bahia (Salvador) (1º)                           | Yankee (Salvador) Fluminense de Salvador (Salvador) |
| 2ª          | 1923        | Yankee (Salvador) (1º)                               | Democrata (Salvador)                                |
| 1924-1934   | 1924-1934   | Não disputado                                        | Não disputado                                       |
| 3ª          | 1935        | São Pedro (Salvador) (1º)                            | Yankee (Salvador)                                   |
| 4ª          | 1936        | Energia Circular (Salvador) (1º)                     | --                                                  |
| 5ª          | 1937        | Energia Circular (Salvador) (2º)                     | --                                                  |
| 1938        | 1938        | Não disputado                                        | Não disputado                                       |
| 6ª          | 1939        | Guarany-BA (Salvador) (1º)                           | Energia Circular (Salvador)                         |
| 7ª          | 1940        | Energia Circular (Salvador) (3º)                     | --                                                  |
| 8ª          | 1941        | Bragança (Salvador) (1º)                             | Guarany-BA (Salvador)                               |
| 1942-1964   | 1942-1964   | Não disputado                                        | Não disputado                                       |
| 9ª          | 1965        | Redenção (Salvador) (1º)                             | Estrela de Março (Salvador)                         |
| 1966        | 1966        | Não disputado                                        | Não disputado                                       |
| 10ª         | 1967        | Inter de São Francisco (São Francisco do Conde) (1º) | Catu (Catu)                                         |
| 11ª         | 1968        | Redenção (Salvador) (2º)                             | Ideal (Santo Amaro)                                 |
| 12ª         | 1969        | Monte Líbano (Salvador) (1º)                         | Vasco (Feira de Santana)                            |
| 1970        | 1970        | Não disputado                                        | Não disputado                                       |
| 13ª         | 1971        | Palestra (Salvador) (1º)                             | --                                                  |
| 1972-1974   | 1972-1974   | Não disputado                                        | Não disputado                                       |
| 14ª         | 1975        | Redenção (Salvador) (3º)                             | Guarany-BA (Salvador)                               |
| 1976        | 1976        | Não disputado                                        | Não disputado                                       |
| 15ª         | 1977        | ABB (Salvador) (1º)                                  | --                                                  |
| 1978 a 1980 | 1978 a 1980 | Não disputado                                        | Não disputado                                       |
| 16ª         | 1981        | Botafogo de Santo Amaro (Santo Amaro) (1º)           | Bahia de Feira (Feira de Santana)                   |
| 17ª         | 1982        | Bahia de Feira (Feira de Santana) (1º)               | --                                                  |
| 18ª         | 1983        | Ypiranga (Salvador) (1º)                             | --                                                  |
| 19ª         | 1984        | ABB (Salvador) (2º)                                  | Botafogo-BA (Salvador)                              |
| 20ª         | 1985        | Galícia (Salvador) (1º)                              | Bahia de Feira (Feira de Santana)                   |
| 21ª         | 1986        | Bahia de Feira (Feira de Santana) (2º)               | Botafogo de Santo Amaro (Santo Amaro)               |
| 22ª         | 1987        | Doce Mel (Jequié) (1º)                               | São Cristóvão (Salvador)                            |
| 23ª         | 1988        | Galícia (Salvador) (2º)                              | Estrela de Março (Salvador)                         |
| 24ª         | 1989        | Jacuipense (Riachão do Jacuípe) (1º)                 | Ypiranga (Salvador)                                 |
| 25ª         | 1990        | Ypiranga (Salvador) (2º)                             | Ilhéus (Ilhéus)                                     |
| 26ª         | 1991        | Camaçari (Camaçari) (1º)                             | Leônico (Salvador)                                  |
| 27ª         | 1992        | Jequié (Jequié) (1º)                                 | Real Serrinhense (Serrinha)                         |
| 28ª         | 1993        | Poções (Poções) (1º)                                 | Atlético de Alagoinhas (Alagoinhas)                 |
| 29ª         | 1994        | Conquista (Vitória da Conquista) (1º)                | Eunápolis (Eunápolis)                               |
| 30ª         | 1995        | AA São Francisco (São Francisco do Conde) (1º)       | Jacuipense (Riachão do Jacuípe)                     |
| 31ª         | 1996        | Juazeiro (Juazeiro) (1º)                             | Grapiúna (Itabuna)                                  |
| 32ª         | 1997        | Camaçari (Camaçari) (2º)                             | Aliança-BA (Irecê)                                  |
| 33ª         | 1998        | Cruzeiro-BA (Cruz das Almas) (1º)                    | Atlético de Alagoinhas (Alagoinhas)                 |
| 34ª         | 1999        | Colo Colo (Ilhéus) (1º)                              | Fluminense de Feira (Feira de Santana)              |
| 35ª         | 2000        | Barreiras (Barreiras) (1º)                           | Jacuipense (Riachão do Jacuípe)                     |
| 36ª         | 2001        | Palmeiras do Nordeste (Feira de Santana) (1º)        | Grapiúna (Itabuna)                                  |
| 37ª         | 2002        | Itabuna (Itabuna) (1º)                               | Jacuipense (Riachão do Jacuípe)                     |
| 38ª         | 2003        | Camaçariense (Camaçari) (1º)                         | Astro (Feira de Santana)                            |
| 39ª         | 2004        | Ipitanga (Lauro de Freitas) (1º)                     | Guanambi (Guanambi)                                 |
| 2005        | 2005        | Não disputado                                        | Não disputado                                       |
| 40ª         | 2006        | Vitória da Conquista (Vitória da Conquista) (1º)     | Jacuipense (Riachão do Jacuípe)                     |
| 41ª         | 2007        | Feirense (Feira de Santana) (1º)                     | Galícia (Salvador)                                  |
| 42ª         | 2008        | Madre de Deus (Madre de Deus) (1º)                   | Guanambi (Guanambi)                                 |
| 43ª         | 2009        | Bahia de Feira (Feira de Santana) (3º)               | Juazeirense (Juazeiro)                              |
| 44ª         | 2010        | Juazeiro (Juazeiro) (2º)                             | Serrano-BA (Vitória da Conquista)                   |
| 45ª         | 2011        | Juazeirense (Juazeiro) (1º)                          | Itabuna (Itabuna)                                   |
| 46ª         | 2012        | Botafogo-BA (Salvador) (1º)                          | Jacuipense (Riachão do Jacuípe)                     |
| 47ª         | 2013        | Galícia (Salvador) (3º)                              | Catuense (Catu)                                     |
| 48ª         | 2014        | Colo Colo (Ilhéus) (2º)                              | Jacobina (Jacobina)                                 |
| 49ª         | 2015        | Flamengo de Guanambi (Guanambi) (1º)                 | Fluminense de Feira (Feira de Santana)              |
| 50ª         | 2016        | Atlântico (Lauro de Freitas) (1º)                    | Teixeira de Freitas (Teixeira de Freitas)           |
| 51ª         | 2017        | Jequié (Jequié) (2º)                                 | PFC Cajazeiras (Salvador)                           |
| 52ª         | 2018        | Atlético de Alagoinhas (Alagoinhas) (1º)             | PFC Cajazeiras (Salvador)                           |
| 53ª         | 2019        | Doce Mel (Jequié) (2º)                               | Olímpia-BA (Lauro de Freitas)                       |
| 54ª         | 2020        | UNIRB (Alagoinhas) (1º)                              | Colo Colo (Ilhéus)                                  |
| 55ª         | 2021        | Barcelona de Ilhéus (Ilhéus) (1º)                    | Botafogo-BA (Salvador)                              |
| 56ª         | 2022        | Itabuna (Itabuna) (2º)                               | Jacobinense (Jacobina)                              |
| 57ª         | 2023        | Jequié (Jequié) (3º)                                 | Jacobina (Jacobina)                                 |
| 58ª         | 2024        | Colo Colo (Ilhéus) (3º)                              | Porto (Porto Seguro)                                |
| 59ª         | 2025        | Bahia de Feira (Feira de Santana) (4º)               | Galícia (Salvador)                                  |

### Títulos por equipe
| Clube                   | Cidade                 | Títulos | Anos dos títulos       | Vice | Anos dos vices               |
| ----------------------- | ---------------------- | ------- | ---------------------- | ---- | ---------------------------- |
| Bahia de Feira          | Feira de Santana       | 4       | 1982, 1986, 2009, 2025 | 1    | 1981                         |
| Galícia                 | Salvador               | 3       | 1985, 1988, 2013       | 2    | 2007, 2025                   |
| Colo Colo               | Ilhéus                 | 3       | 1999, 2014, 2024       | 1    | 2020                         |
| Energia Circular        | Salvador               | 3       | 1936, 1937, 1940       | 0    |                              |
| Redenção                | Salvador               | 3       | 1965, 1968, 1975       | 0    |                              |
| Jequié                  | Jequié                 | 3       | 1992, 2017, 2023       | 0    |                              |
| Ypiranga                | Salvador               | 2       | 1983, 1990             | 1    | 1989                         |
| Itabuna                 | Itabuna                | 2       | 2002, 2022             | 1    | 2011                         |
| ABB                     | Salvador               | 2       | 1977, 1984             | 0    |                              |
| Camaçari                | Camaçari               | 2       | 1991, 1997             | 0    |                              |
| ' Juazeiro              | Juazeiro               | 2       | 1996, 2010             | 0    |                              |
| Doce Mel                | Jequié                 | 2       | 1987, 2019             | 0    |                              |
| Jacuipense              | Riachão do Jacuípe     | 1       | 1989                   | 5    | 1995, 2000, 2002, 2006, 2012 |
| Yankee                  | Salvador               | 1       | 1923                   | 2    | 1922, 1935                   |
| Guarany-BA              | Salvador               | 1       | 1939                   | 2    | 1941, 1975                   |
| Botafogo-BA             | Salvador               | 1       | 2012                   | 2    | 1984, 2021                   |
| Atlético de Alagoinhas  | Alagoinhas             | 1       | 2018                   | 2    | 1993, 1998                   |
| Juazeirense             | Juazeiro               | 1       | 2011                   | 1    | 2009                         |
| Auto Bahia              | Salvador               | 1       | 1922                   | 0    |                              |
| São Pedro               | Salvador               | 1       | 1935                   | 0    |                              |
| Bragança                | Salvador               | 1       | 1941                   | 0    |                              |
| Inter de São Francisco  | São Francisco do Conde | 1       | 1967                   | 0    |                              |
| Monte Líbano            | Salvador               | 1       | 1969                   | 0    |                              |
| Palestra                | Salvador               | 1       | 1971                   | 0    |                              |
| Botafogo de Santo Amaro | Santo Amaro            | 1       | 1981                   | 0    |                              |
| Poções                  | Poções                 | 1       | 1993                   | 0    |                              |
| Conquista               | Vitória da Conquista   | 1       | 1994                   | 0    |                              |
| AA São Francisco        | São Francisco do Conde | 1       | 1996                   | 0    |                              |
| Cruzeiro-BA             | Cruz das Almas         | 1       | 1998                   | 0    |                              |
| Barreiras               | Barreiras              | 1       | 2000                   | 0    |                              |
| Palmeiras do Nordeste   | Feira de Santana       | 1       | 2001                   | 0    |                              |
| Camaçariense            | Camaçari               | 1       | 2003                   | 0    |                              |
| Ipitanga                | Lauro de Freitas       | 1       | 2004                   | 0    |                              |
| Vitória da Conquista    | Vitória da Conquista   | 1       | 2006                   | 0    |                              |
| Feirense                | Feira de Santana       | 1       | 2007                   | 0    |                              |
| Madre de Deus           | Madre de Deus          | 1       | 2007                   | 0    |                              |
| Flamengo de Guanambi    | Guanambi               | 1       | 2015                   | 0    |                              |
| Atlântico               | Lauro de Freitas       | 1       | 2016                   | 0    |                              |
| UNIRB                   | Alagoinhas             | 1       | 2020                   | 0    |                              |
| Barcelona de Ilhéus     | Ilhéus                 | 1       | 2021                   | 0    |                              |
| Estrela de Março        | Salvador               | 0       |                        | 2    | 1965, 1988                   |
| Grapiúna                | Itabuna                | 0       |                        | 2    | 1996, 2001                   |
| Guanambi                | Guanambi               | 0       |                        | 2    | 2004, 2008                   |
| Fluminense de Feira     | Feira de Santana       | 0       |                        | 2    | 1999, 2015                   |
| Jacobina                | Jacobina               | 0       |                        | 2    | 2014, 2023                   |
| PFC Cajazeiras          | Salvador               | 0       |                        | 2    | 2017, 2018                   |
| Fluminense de Salvador  | Salvador               | 0       |                        | 1    | 1922                         |
| Democrata               | Salvador               | 0       |                        | 1    | 1923                         |
| Catu                    | Catu                   | 0       |                        | 1    | 1967                         |
| Ideal                   | Santo Amaro            | 0       |                        | 1    | 1968                         |
| São Cristóvão           | Salvador               | 0       |                        | 1    | 1987                         |
| Ilhéus                  | Ilhéus                 | 0       |                        | 1    | 1990                         |
| Leônico                 | Salvador               | 0       |                        | 1    | 1991                         |
| Real Serrinhense        | Serrinha               | 0       |                        | 1    | 1992                         |
| Eunápolis               | Eunápolis              | 0       |                        | 1    | 1994                         |
| Aliança-BA              | Irecê                  | 0       |                        | 1    | 1997                         |
| Astro                   | Feira de Santana       | 0       |                        | 1    | 2003                         |
| Serrano-BA              | Vitória da Conquista   | 0       |                        | 1    | 2010                         |
| Catuense                | Catu                   | 0       |                        | 1    | 2013                         |
| Teixeira de Freitas     | Teixeira de Freitas    | 0       |                        | 1    | 2016                         |
| Olímpia-BA              | Lauro de Freitas       | 0       |                        | 1    | 2019                         |
| Jacobinense             | Jacobina               | 0       |                        | 1    | 2022                         |
| Porto                   | Porto Seguro           | 0       |                        | 1    | 2024                         |

### Por cidade
| Cidade                 | Títulos | Vices | Clubes campeões |
| ---------------------- | ------- | ----- | --------------- |
| Salvador               | 21      | 16    | 13              |
| Feira de Santana       | 6       | 4     | 3               |
| Jequié                 | 5       | 0     | 2               |
| Ilhéus                 | 4       | 2     | 2               |
| Camaçari               | 3       | 0     | 2               |
| Juazeiro               | 3       | 1     | 2               |
| Itabuna                | 2       | 3     | 2               |
| Alagoinhas             | 2       | 2     | 2               |
| Vitória da Conquista   | 2       | 1     | 2               |
| Lauro de Freitas       | 2       | 1     | 2               |
| São Francisco do Conde | 2       | 0     | 2               |
| Riachão do Jacuípe     | 1       | 5     | 1               |
| Guanambi               | 1       | 2     | 1               |
| Santo Amaro            | 1       | 1     | 1               |
| Barreiras              | 1       | 0     | 1               |
| Madre de Deus          | 1       | 0     | 1               |
| Cruz das Almas         | 1       | 0     | 1               |
| Poções                 | 1       | 0     | 1               |
| Jacobina               | 0       | 3     | 0               |
| Catu                   | 0       | 2     | 0               |
| Irecê                  | 0       | 1     | 0               |
| Teixeira de Freitas    | 0       | 1     | 0               |
| Serrinha               | 0       | 1     | 0               |
| Eunápolis              | 0       | 1     | 0               |
| Porto Seguro           | 0       | 1     | 0               |

## Outras referências
- MAIA, Aroldo. Anuário da LBDT 1930. Salvador: Editora Helenicus, 1930.
- MAIA, Aroldo. Almanaque Esportivo da Bahia. Salvador: Editora Helenicus, 1944.